# Neuenstadt am Kocher

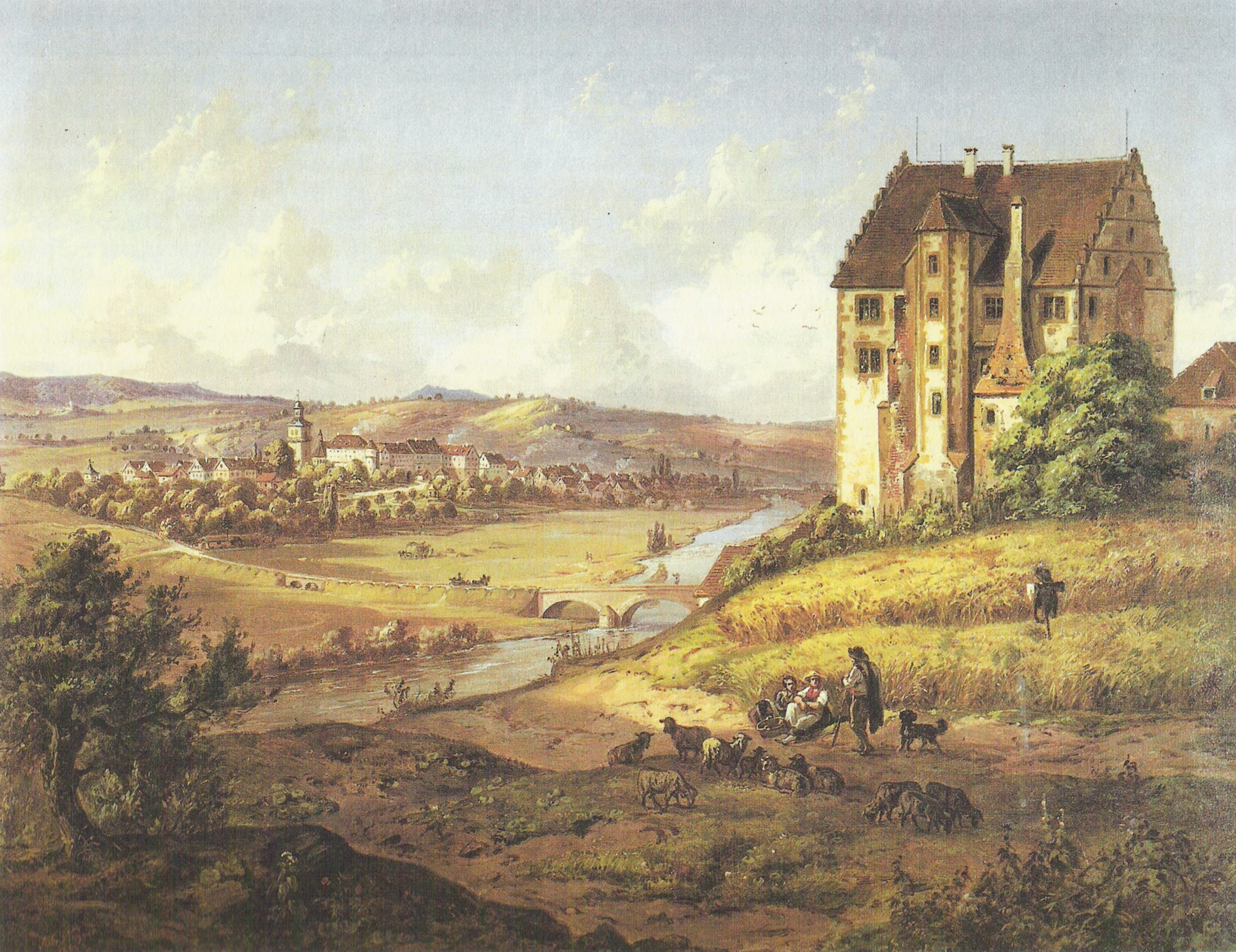
Neuenstadt nhìn từ đông bắc với lâu đài Gosheim ở phía sau, Albert Wagner, 1853

Neuenstadt (tiếng Đức: [ˈnɔɪ̯ənˌʃtat] ⓘ), thường được biết với tên Neuenstadt am Kocher (cho đến năm 1800 cũng có tên Neuenstadt an der großen Linde) là một thị xã ở bang Baden-Württemberg tây nam Đức. Thị xã này gồm có Neuenstadt, các làng Stein am Kocher, Kochertürn, Cleversulzbach và Bürg cũng như các làng nhỏ Brambacher Hof (một phần Kochertürn), Buchhof và Lobenbacher Hof (một phần của Stein). 
Neuenstadt nằm bên sông Kocher.
Các đơn vị giáp ranh (tính từ phía bắc theo chiều kim đồng hồ): Eberstadt, Neckarsulm, Oedheim, Bad Friedrichshall, Neudenau, Hardthausen am Kocher and Langenbrettach (tất cả thuộc huyện Heilbronn). Thị xã này có diện tích 41,17 km², dân số thời điểm 31 tháng 12 năm 2020 là 10.214 người.